# Taylor Takata
Taylor Sunao Takata ’00 (* 6. dubna 1982 Honolulu) je bývalý americký zápasník – judista a grappler.

## Sportovní kariéra
S judem začínal v 10 letech ve Wahiawa v klubu Shobukan. Na střední škole 'Iolani v Honolulu kombinoval judo s americkým tradičním zápasem. Na judo se specializoval během studií na San José State University. V americké judistické reprezentaci se pohyboval od roku 2001 v superlehké váze do 60 kg. S přibývajícími lety však začal mít problémy se shazováním váhy, které se umocnily úmrtím jeho mladší sestry při dopravní nehodě v roce 2003. Do olympijského roku 2004 šel ve vyšší pololehké váze do 66 kg, ve které v americké olympijské kvalifikaci neuspěl. Na olympijskou premiéru si musel počkat do roku 2008. Na olympijské hry v Pekingu šel s čistě defenzivní taktikou a v prvních dvou kolech vyřadil na body dva silné Evropany. Ve čtvrtfinále su mu však pasivní styl boje nevyplatil proti Kubánci Yordanisi Arencibiovi, se kterým prohrál po dvou napomenutích za pasivitu na juko. Sportovní kariéru ukončil s novými pravidly juda v roce 2010.

## Výsledky
| Turnaj                  | 2000            | 2001            | 2002            | 2003            | 2004           | 2005           | 2006           | 2007           | 2008           |
| Turnaj                  | 18              | 19              | 20              | 21              | 22             | 23             | 24             | 25             | 26             |
| Turnaj                  | superlehká váha | superlehká váha | superlehká váha | superlehká váha | pololehká váha | pololehká váha | pololehká váha | pololehká váha | pololehká váha |
| ----------------------- | --------------- | --------------- | --------------- | --------------- | -------------- | -------------- | -------------- | -------------- | -------------- |
| Olympijské hry          | —               |                 |                 |                 | —              |                |                |                | úč.            |
| Mistrovství světa       |                 | úč.             |                 | úč.             |                | —              |                | —              |                |
| Panamerické hry         |                 |                 |                 | 5.              |                |                |                | —              |                |
| Panamerické mistrovství | úč.             | 1.              | 1.              | úč.             | —              | —              | 5.             | —              | 5.             |